# Агнелл Равеннский
Андреа Агнелл Равеннский (лат. Andreas Agnellus Ravennatis, итал. Andrea Agnello) (около 800 или 805 — после 846, возможно, около 850) — христианский писатель, церковный историк, автор хроники «Liber pontificalis ecclesiae Ravennatis», посвящённой истории Равеннской епархии. Будучи после рождения крещён как Агнелло, он уже в зрелом возрасте добавил себе имя Андреа в честь своего деда.
Его не следует путать с другим Агнеллом — епископом Равенны (557—570), единственным источником о котором является вышеназванная хроника «Liber pontificalis ecclesiae Ravennatis».

## Биография
Родился в Равенне в знатной семье, как это можно заключить из указаний его младших современников, и был праправнуком грамматика Иоанникия (итал. Gioannicio), нотария византийского экзарха Феодора II и участника заговора против императора Юстиниана II Ринотмета (695). Получил начальное образование в школе при базилике Святого Урса. Точная дата рождения его до сих пор на установлена, называют и конец VIII, и начало IX века, поскольку в разделе своей хроники, посвящённом архиепископу Аурельяно (VI в.), он сам пишет, что между 827 и 832 годами ему было тридцать два года и десять месяцев.
При архиепископе Мартино (810—817) он получил инвеституру при церкви Св. Марии Влахернской, а от своего дяди по отцу диакона Серджио унаследовал пребенду при монастыре Св. Варфоломея. Между 817 и 835 годами был рукоположён в священники.
В 837—838 годах, возможно, сопровождал в поездке в Павию архиепископа Джорджо, который был крестным отцом Ротруды, дочери Лотаря I. Из некоторых упоминаний в его трудах видно, что он был ещё жив во время битвы при Фонтене (841), в которой Лотарь потерпел поражение от Карла Лысого и Людовика Немецкого.
Дата его смерти устанавливается по отношению к последней зафиксированной в его хронике дате 846 — году смерти епископа Джорджо (Георгия) Равеннского. Несмотря на позднейшие упоминания Агнелла как аббата, никаких документальных свидетельств его монастырского служения нет. Возможно, он имел сан пресвитера.

## Сочинения
Хроника Агнелла (сам автор называет её «чтениями» или «проповедями») составлена между 830 и 846 годами по образцу сочинений Liber Pontificalis, посвящённых истории римских пап, и представляет собой ранний пример жанра Gesta Episcoporum. Она открывается жизнеописанием святого Аполлинария (небесного покровителя Равенны) и заканчивается деяниями 48-го по счёту архиепископа Джорджо, современника летописца. Биографии предстоятелей Валерио (788—802) и Петроначе (817—835), по неизвестным причинам, отсутствуют.
Несмотря на то, что труд Агнелла хронологически и фактологически не очень надёжен, местами страдает недостоверностью и написан «варварской» латынью, он тем не менее остаётся уникальным источником по ранней истории христианской Равенны, так как содержит топографические описания города, в том числе и особенно касающиеся её древнейших культовых построек, ценные заметки о местных обычаях и особенностях религиозных обрядов.
Как это видно из текста хроники, основными целями Агнелл ставил себе обосновать историческую независимость Равеннской епархии от папской власти, вплоть до её автокефалии, и доказать законность церковных привилегий, которыми обладали местные архиепископы. В то же время он последовательно отстаивает идею автономии священников и дьяконов от власти последних, особенно в вопросах распоряжения церковным имуществом, порою критикуя злоупотребления архиепископа Джорджо.
Хорошее знакомство не только с источниками, но и с историей родного края позволяют Агнеллу удачно вплести в канву церковных событий Равенны различные факты не только сакральной, но и местной светской культуры. Наряду с описанием церковных праздников и кровавых конфликтов, он излагает некоторые местные легенды и анекдоты, например о том, как святые иконы заменяли жителям Равенны письменные гарантии, фиксирует надписи на памятниках и строениях, вроде золотой мозаичной надписи гекзаметром в общественных банях, возведённых епископом Виктором, или стихов над «четырьмя реками рая» в Сан-Заккария.
Единственная известная рукопись хроники, датированная 1369 годом в инвентарной описи библиотеки равеннских архиепископов, была утрачена ещё во второй половине XVI века. Сохранилось лишь две поздние копии: одна, полная (Estense, X), находится в Библиотеке герцогов Эсте в Модене и датирована 1413 годом, другая, дошедшая во фрагментах (Vat. Lat. 5834), содержит всего 22 биографии из 48, хранится в Ватиканской апостольской библиотеке, и была составлена в середине XVI столетия, предположительно епископом Лавелло (Апулия) Джампьетро Ферретти.
Впервые хроника Агнелла была выпущена в 1708 году в двух томах в Модене учёным монахом-бенедиктинцем Бенуа Баккини, а в 1723 году переиздана с новыми комментариями и дополнениями в Милане историком церкви Л. А. Муратори. В 1878 году в Ганновере опубликовано было академическое издание, подготовленное для Monumenta Germaniae Historica филологом и палеографом Освальдом Холдер-Эггером, впервые разделившим текст на главы. В 1924 году А. Тести Распони подготовил новую публикацию, снабдив её, однако, комментариями только до главы 104-й. Новейший комментированный английский перевод подготовлен в 2004 году американским медиевистом профессором истории Университета Индианы в Блумингтоне Деборой М. Дилияннис.

## Издания и переводы
- Andreas Agnellus. Liber pontificalis ecclesiae Ravennatis, edidit O. Holder-Egger // Monumenta Germaniae Historica. — Hannover, 1878. — pp. 265—391 (критическое издание оригинала).
- Codex pontificalis ecclesiae Ravennatis, a cura di Alessandro Testi Rasponi. — Vol. I: Agnelli Liber pontificalis. — Bologna: Zanichelli, 1924 (издание оригинала и итальянский перевод).
- Pizarro J. M. Writing Ravenna: The «Liber Pontificalis» of Andreas Agnellus. — University of Michigan Press, 1995 (перевод Агнелла на английский язык, комментарий, биографический и исторический очерки).
- Agnellus von Ravenna. Liber Pontificalis — Bischofsbuch, Lateinisch/Deutsch, 2. Bde. Hrsg. v. Claudia Nauerth. — Freiburg, New York: Herder, 1996 (издание оригинала и немецкий перевод).
- Agnellus of Ravenna. The Book of Pontiffs of the Church of Ravenna. Translated, with commentaries by Deborah Mauskopf Deliyannis. — Washington: Catholic University of America Press, 2004. — ISBN 0-8132-1358-4 (английский перевод).
- Agnellus Ravennas. Liber pontificalis Ecclesiae Ravennatis. — Turnhout: Brepols Publishers, 2006. — 393 p. — (Corpus Christianorum Continuatio Mediaevalis, 199). — ISBN 978-2-503-04991-5 (текст и английский перевод).